# Enikő Mihalik

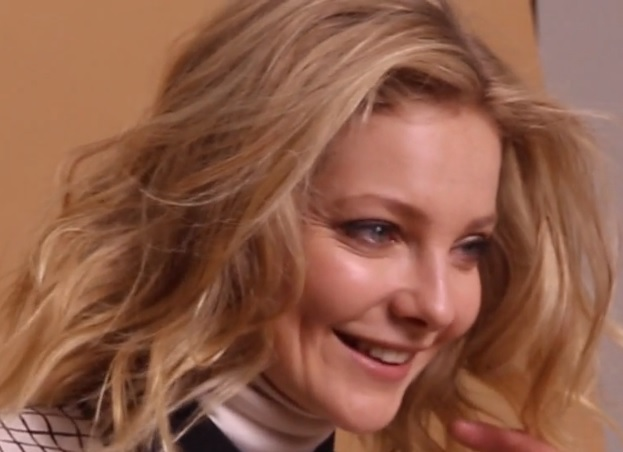
Enikő Mihalik (2016)

Enikő Mihalik (* 11. Mai 1987 in Békéscsaba, Ungarn) ist ein ungarisches Model. Bekannt wurde sie hauptsächlich durch ihren 4. Platz beim Elite Model Look 2002 als auch durch ihre Arbeit mit den niederländischen Fotografen Inez van Lamsweerde und Vinoodh Matadin.

## Leben
Mihalik wurde eigenen Aussagen zufolge hauptsächlich wegen ihres schon früh recht großen und schmalen Aussehens in der Schule gehänselt. Im Alter von 15 Jahren wurde sie in einem Kaufhaus von einem Fotografen entdeckt, nahm deswegen am Elite Model Look Ungarn 2002 teil, gewann diesen und wurde so Teilnehmerin des internationalen Elite Model Look 2002, bei welchem sie den 4. Platz belegte. Ihr größeres Debüt gab sie auf der Herbst Chanel Couture Show in Paris im September 2006, lief 2007 für Emporio Armani und Giorgio Armani in Mailand, wurde von Models.com im Februar 2008 als Modell der Woche ausgewählt und war in dieser Zeit unter anderem für Betsey Johnson, Diane von Furstenberg, Isaac Mizrahi und Marchesa aktiv. 2008 wurde sie von Inez van Lamsweerde und Vinoodh Matadin mit einem exklusiven Sechsmonatsvertrag ausgestattet. Ihre Kampagnenarbeit umfasst auch Cesare Paciotti, Gucci, Kenzo, Max Mara, Samsonite von Viktor & Rolf und Barneys New York, Retro und Paola Frani. Ihr Gesicht war auch regelmäßig in Zeitschriften, gelegentlich auch auf Covern zu sehen. Dies umfasst das Cover der Top-Modemagazine i-D, V, Self Service und zuletzt auch Vogue Japan und Vogue Italia Beauty. Ihr Gesicht ist auch auf den Seiten von Vogue und Numéro zu sehen. Sie war zwischenzeitlich auf Platz 28 der Top 50 Women List von Models.com gelistet.
2009 wurde sie als Model für den 2010er Pirelli-Kalender ausgewählt, fotografiert von Terry Richardson in Bahia, Brasilien.
Mihalik lief auf der Victoria’s Secret Fashion Show 2009 in New York City und 2014 in London und ist das Playboy Playmate des Monats Dezember 2016.